# NGC 4618
NGC 4618 је спирална галаксија у сазвежђу Ловачки пси која се налази на NGC листи објеката дубоког неба.
Деклинација објекта је + 41° 9' 4" а ректасцензија 12h 41m 33,0s. Привидна величина (магнитуда) објекта NGC 4618 износи 10,6 а фотографска магнитуда 11,2. Налази се на удаљености од 7,3000 милиона парсека од Сунца. NGC 4618 је још познат и под ознакама IC 3667, UGC 7853, MCG 7-26-37, CGCG 216-17, KCPG 349A, VV 73, ARP 23, KUG 1239+414, PGC 42575.